# Наука християнска за християните от Филибелийската държава
Наука християнска за християните от Филибелийската държава е сборник от християнски постулати, молитви и религиозни песни, написани на павликянски диалект с латински букви и издадени в Рим в средата на XIX в.

## Издания
- Jacobus Jakovsky, Petrus Arabagisky. Nauka kristianska za kristianete od filibeliskata Darxiava. Rim, 1844.[1]
- (притурка) Jacobus Jakovsky Bulgarus. Coll. Urb. Alumnus. Alphabetum Bulgaricum sive cyrillianum nunc primum editum catholicis thraciae bulgaris, 180/1–203/23.
- Jacobus Jakovsky, Petrus Arabagisky. Nauka kristianska za kristianete od filibeliskata Darxiava. Rim, 1869.[2]